# シュトゥットガルト国際園芸博覧会
シュトゥットガルト国際園芸博覧会（シュトゥットガルトこくさいえんげいはくらんかい, IGA Stuttgart Expo 93）は、1993年4月23日から10月17日までドイツのシュトゥットガルトで開催された国際園芸博覧会であり、博覧会国際事務局から認定された国際博覧会（特別博）である。テーマは「City and Nature - Responsible Approach」。会期中731万人が来場した。